# Courbe quartique
En géométrie, une courbe quartique est une courbe algébrique de degré quatre.
Elle peut être définie par une équation de degré quatre :
{\displaystyle Ax^{4}+By^{4}+Cx^{3}y+Dx^{2}y^{2}+Exy^{3}+Fx^{3}+Gy^{3}+Hx^{2}y+Ixy^{2}+Jx^{2}+Ky^{2}+Lxy+Mx+Ny+P=0.}
Cette équation a quinze constantes. Cependant, elle peut être multipliée par une constante non nulle sans changer la courbe. De ce fait, l'espace des courbes quartiques peut être identifié avec l'espace projectif réel {\displaystyle \mathbb {RP} ^{14}}. Il en résulte qu'il y a exactement une seule courbe quartique qui passe par un ensemble de quatorze points distincts en position générale, puisqu'une quartique a 14 degrés de liberté.
Une courbe quartique peut avoir un maximum de :
- quatre composantes connexes,
- vingt-huit bitangentes (en),
- trois points doubles ordinaires, à moins qu'elle ne se décompose.

Un exemple de courbe quartique (gauche) est la fenêtre de Viviani.
On distingue plusieurs familles de quartiques en fonction du genre.
- Si le genre = 0, alors ce sont les quartiques rationnelles
- Si le genre = 1, alors ce sont les quartiques elliptiques
- Si le genre = 2, alors ce sont les quartiques du diable
- Si le genre = 3, alors ce sont les quartiques de genre trois

## Exemples
- Courbe bicorne (en)
- Ovale de Descartes
- Ovale de Cassini
- Courbe deltoïde
- Lemniscate de Booth (hippopède de Proclus)
- Lemniscate de Bernoulli
- Besace et son cas particulier, la Lemniscate de Gerono
- Spirique de Persée
- Section torique
- Kampyle d'Eudoxe (en)

Courbe esperluette
Courbe haricot
Courbe bicuspide
Courbe nœud
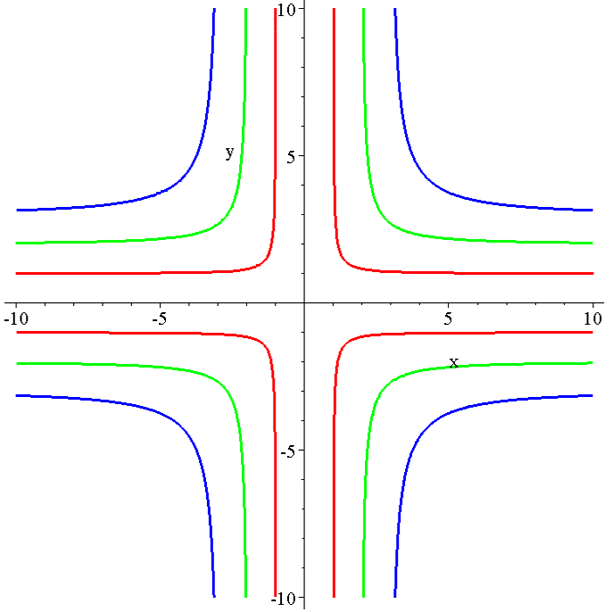
Courbes cruciformes
Spiriques de Persée
Trifolium
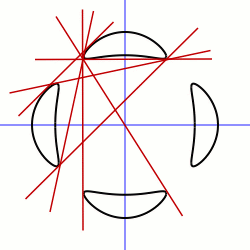
Courbe de Trott et quelques-unes des 28 bitangentes.